# Rose Zang Nguele
Rose Zang Nguele née Abada Essomba Rose le 12 mai 1947 à Yaoundé et morte le 24 juillet 2023 est une femme politique camerounaise. Elle est ministre des Affaires sociales du Cameroun de 1984 à 1988 et députée à l'Assemblée nationale de 1992 à 1997.

## Biographie

### Jeunesse et formation
Rose Zang Nguele est née le 12 mai 1947 à Yaoundé. De 1955 à 1959, elle effectue ses études primaires à l’école Notre-Dame-des-Victoires puis, de 1959 à 1960, elle poursuit son cursus à l’école principale d’Abong-Mbang et à l’école principale de Lomié de 1960 à 1961. Ses études secondaires se déroulent au collège de la Retraite et au lycée du Général-Leclerc de Yaoundé de 1961 à 1968. Elle est titulaire d'un DEA de lettres modernes françaises à l'université de Yaoundé.

### Carrière professionnelle et politique
Avant son entrée en politique, Rose Zang Nguele commence sa carrière professionnelle comme professeure de français et d’espagnol au lycée du Général-Leclerc de Yaoundé, au lycée technique commercial de Yaoundé et au collège de la Retraite. Elle devient par la suite inspectrice nationale de pédagogie de français.
C'est en 1984 que Rose Zang Nguele prend la tête du ministère camerounais des Affaires sociales,,,. Elle quitte sa fonction de ministre en 1988 et est nommée directrice générale adjointe à la direction générale du développement touristique.
Elle meurt le 24 juillet 2023 à l'hôpital général de Yaoundé de suite de maladie.